# Microrégion de Capão Bonito
 (février 2025).
Si vous disposez d'ouvrages ou d'articles de référence ou si vous connaissez des sites web de qualité traitant du thème abordé ici, merci de compléter l'article en donnant les références utiles à sa vérifiabilité et en les liant à la section « Notes et références ».
La microrégion de Capão Bonito est l'une des quatre microrégions qui subdivisent la mésorégion d'Itapetininga de l'État de São Paulo au Brésil.
Elle comporte 10 municipalités qui regroupaient 145 399 habitants en 2006 pour une superficie totale de 6 539 km2.
On y trouve la forêt nationale de Capão Bonito.

## Municipalités[1]
- Apiaí
- Barra do Chapéu
- Capão Bonito
- Guapiara
- Iporanga
- Itaoca
- Itapirapuã Paulista
- Ribeira
- Ribeirão Branco
- Ribeirão Grande